# Serowarstwo

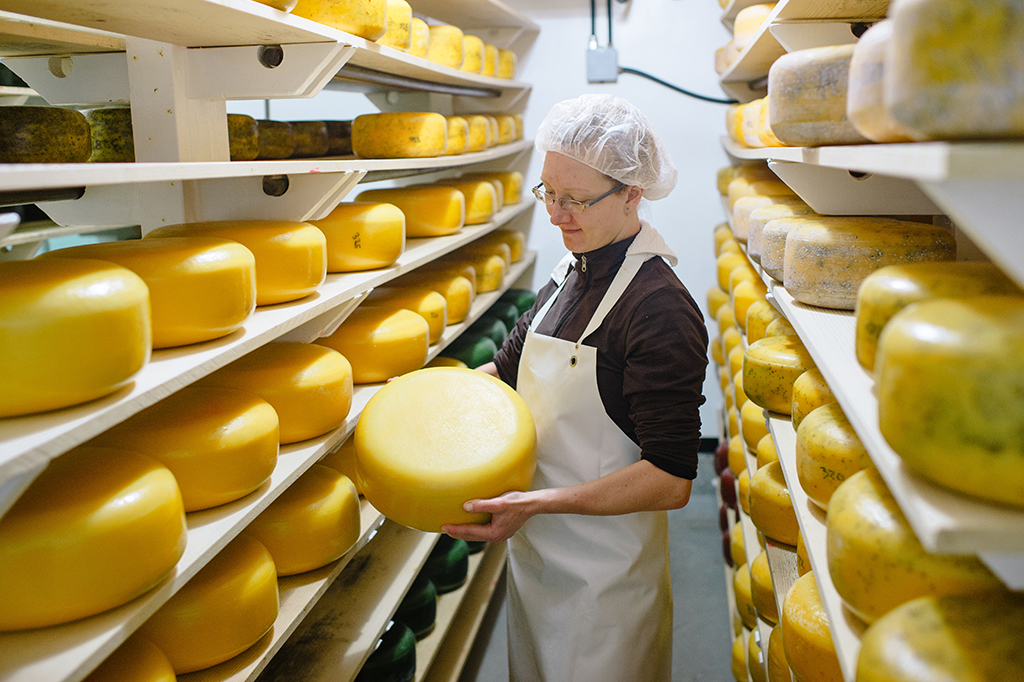
Serowarstwo

Serowarstwo – dział mleczarstwa zajmujący się produkcją serów. Podstawowym surowcem do ich produkcji jest mleko uzyskiwane od samic zwierząt hodowlanych (krów, owiec, kóz, bawołów, wielbłądów, jaków, reniferów itp.). Każde z nich nadaje odmienny, niepowtarzalny smak serowi, który będzie z niego wyprodukowany. Mleko krowie jest słodkawe, łagodne i subtelne w smaku. Mleko bawolic domowych ma nieco orzechowy posmak. Mleko owcze jest nieco słodsze od mleka krowiego. Mleko kozie jest również łagodne i ma aromatyczny posmak.
Każde mleko pozostawianie na jakiś czas w ciepłym miejscu zakwasza się. Proces ten wywołany jest przez bakterie, które rozkładają laktozę znajdującą się w mleku i przekształcają ją w kwas mlekowy, czyli w kwaśne (zsiadłe) mleko. Dzięki temu powstaje tak zwany skrzep, w którym koncentrują się zawarte w mleku substancje stałe, białka i tłuszcze. Aby wytworzyć ser, serowar musi oddzielić skrzep od substancji płynnej, czyli od serwatki, składającej się głównie z wody. Proces ten nazywa się koagulacją mleka.
Otrzymany w ten sposób ser nazywa się kwasowym lub twarogowym. Należy on do serów zwanych także świeżymi, gdyż nie zostaje poddany procesowi dojrzewania, nadaje się do spożycia zaraz po zrobieniu, jest kwaskowy w smaku i bardzo szybko się psuje.
Dzięki ścinaniu mleka podpuszczką otrzymuje się sery zachowujące swą charakterystykę przez dłuższy okres.
Sery, przy produkcji których mleko zostaje poddane działaniu enzymów, nazywane są podpuszczkowymi, natomiast sery, do produkcji których używa się metody mieszanej – kwasowo-podpuszczkowymi.
Oddzielną grupę stanowią sery zwarowe, do produkcji których nie używa się mleka, lecz serwatki.
Zakłady przemysłowe zajmujące się produkcją serów nazywają się serowarniami.